# Breia
Breia es una localidad y comune italiana de la provincia de Vercelli, región de Piamonte, con 191 habitantes.

## Evolución demográfica
| Gráfica de evolución demográfica de Breia entre 1861 y 2008                    |
|                                                                                |
| Fuente ISTAT - elaboración gráfica de Wikipedia -datos referidos al 1 de enero |